# Hodiny reálného času

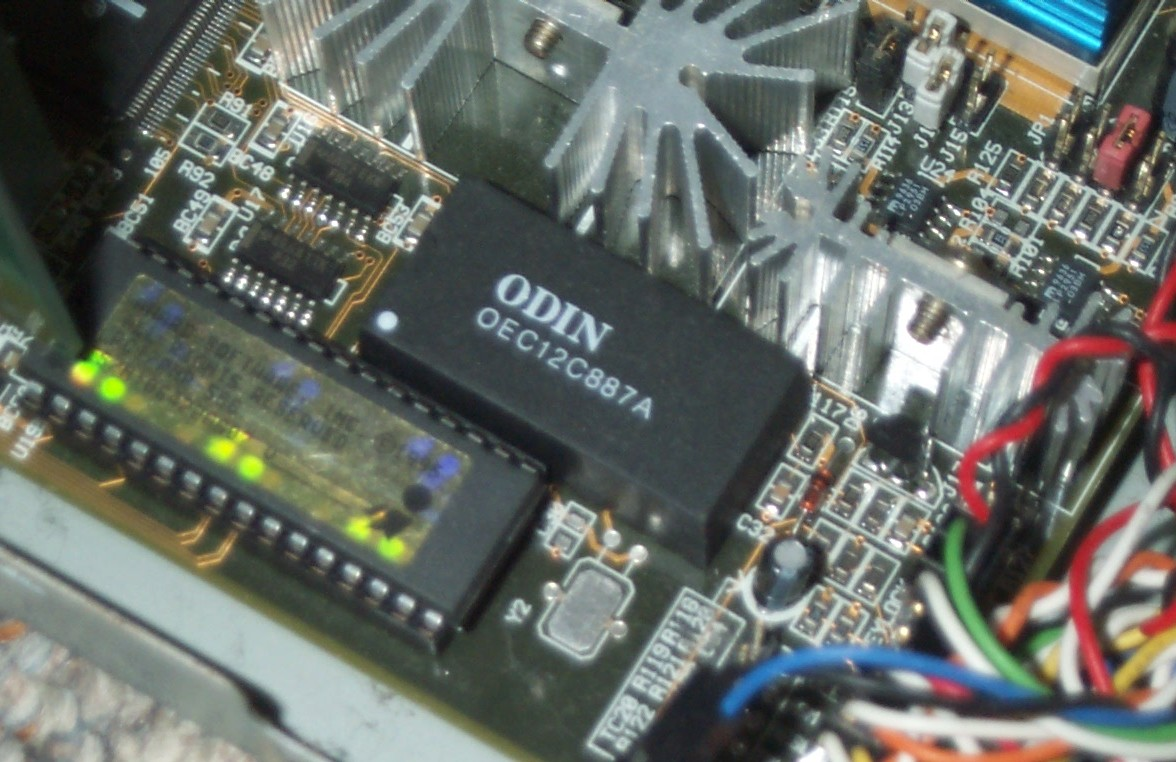
RTC; integrovaný obvod

Real-time clock (zkráceně RTC), česky hodiny reálného času, jsou počítačové hodiny (většinou ve formě integrovaného obvodu), které udržují údaj o aktuálním čase. Přestože tento termín je známý především z počítačů nebo serverů, používá se v jakékoliv elektronice, která používá přesný čas.

## Účel
Používání RTC má výhody:
- Nízkou spotřebu (zvláště když RTC běží na baterie)
- Osvobozuje operační systém od počítání času
- Někdy je přesnější než ostatní metody (ačkoli počítačové RTC je často nepřesné)
- GPS navigacím umožňuje zkrátit start a hledání signálu porovnáním času RTC s časem družice